# Satoshi Kosugi
Satoshi Kosugi (jap. 小杉 敏, Kosugi Satoshi; * 1943 in Mori, Landkreis Shūichi, Präfektur Shizuoka) ist ein japanischer Jazzmusiker (Kontrabass).
Satoshi Kosugi arbeitete ab den 1970er-Jahren in der japanischen Jazzszene u. a. mit Yoshio Otomo, zu hören auf dessen Alben Oh! Friends (1976) und As a Child (1978). Außerdem spielte er in dieser Zeit mit Fumio Watanabe, Kay Ishiguro, Kanji Ohta und im Eiichi Fujii Trio (Plays Sonny Rollins, 1979),  in den 1980er-Jahren auch mit Sakurako Ogyu (Ballad Night), Fumio Watanabe (Groovin' High), Shinji Mori (Sweet Pumpkin) und Kunihiko Sugano. In den 1990er- und 2000er-Jahren wirkte er bei Aufnahmen von Tomoki Takahashi und Michiko Suzuki mit, im folgenden Jahrzehnt spielte er in den Trios der Pianistin Satomi Kawakami (Orchid, 2011, mit Masahiro Tajika) und des Pianisten Kazuhide Motooka (Tokyo Dusk, 2015, mit Fumio Watanabe). Der Diskograf Tom Lord listet seine Beteiligung im Bereich des Jazz zwischen 1976 und 2015 bei zwölf Aufnahmesessions. Zuletzt spielte er im Trio des Gitarristen Sadanori Nakamure (mit dem Schlagzeuger Yoshihito Eto).